# Тувайк
Тува́йк (араб. جبل طويق) — гірський хребет в центральній частині Аравійського півострова, який пронизує плато Неджд в Саудівській Аравії. Має форму куестової дуги, опуклої на схід. Простягається приблизно на 800 км від південного кордону провінції Ель-Касім по столичній провінції Ер-Ріяд до пустелі Руб-ель-Халі поблизу ваді Ед-Давасір. Висота до 1143 метрів (відносні перевищення над прилеглими рівнинами 300—500 м). Складена головним чином верхньоюрськими вапняками, розвинений карст.
Прорізана долинами тимчасових водотоків (ваді), з розрідженою трав'янистою та чагарниковою рослинністю; рідкісні оази. На схід від гряди проходить знижена смуга абсолютною висотою 400—550 метрів, в якій знаходиться сухе русло Ханіфа з містом Ер-Ріяд. Далі на схід знаходиться складена крейдяним вапняком куеста Арма. Гряду перетинає автострада 40, що з'єднує Ер-Ріяд з Меккою.

## Галерея

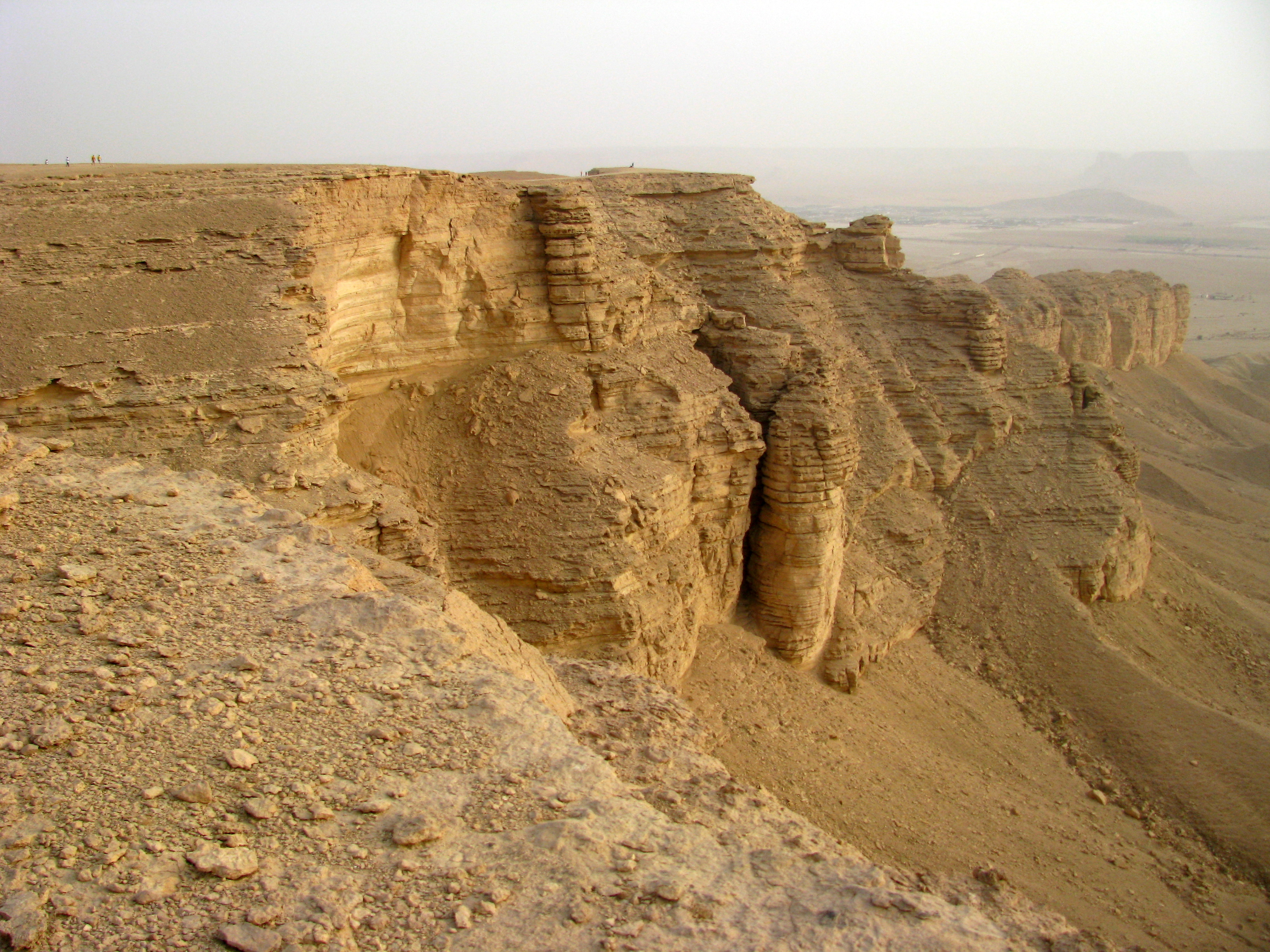
Краєвид по хребту
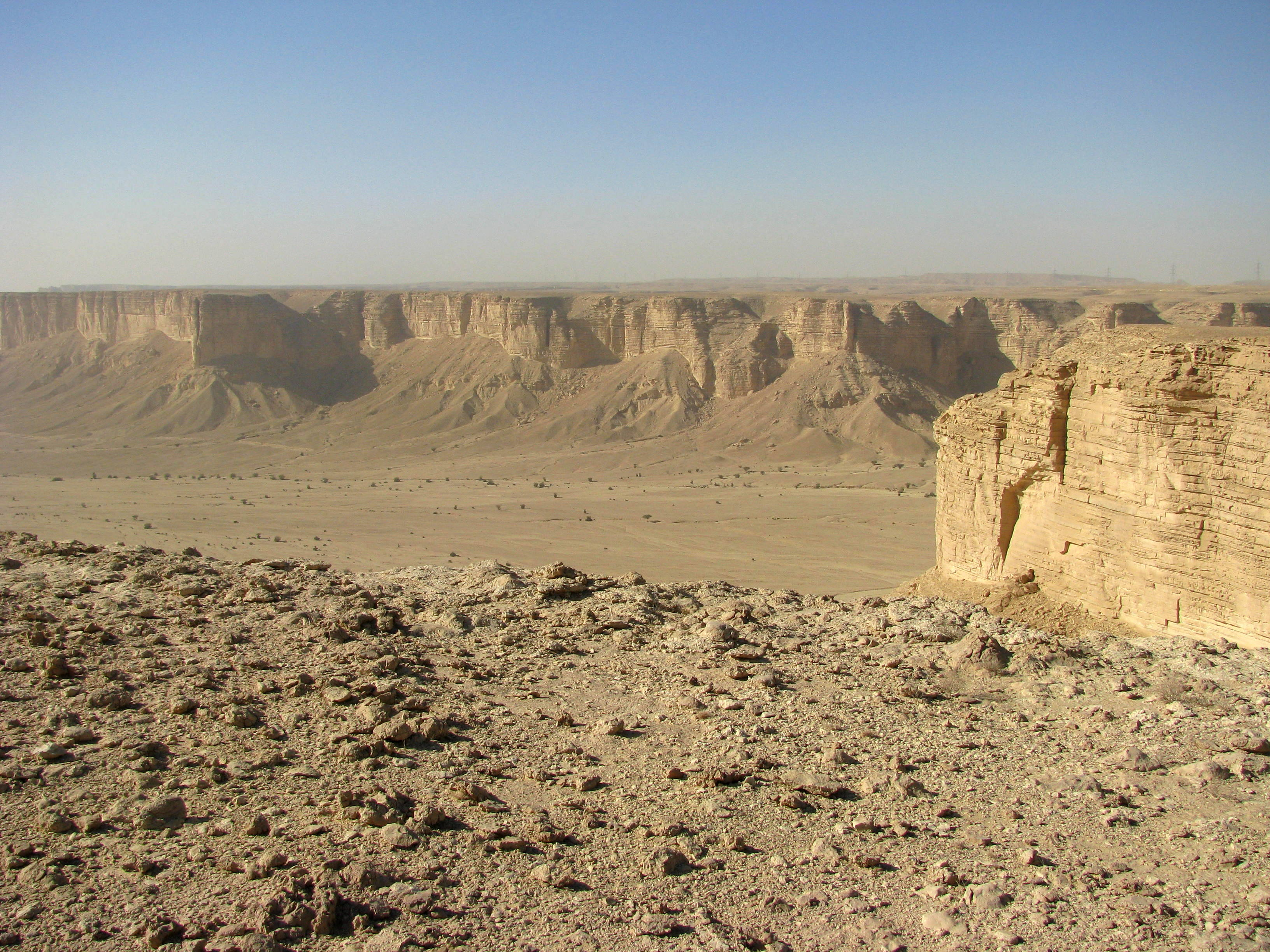
Пустельний каньйон
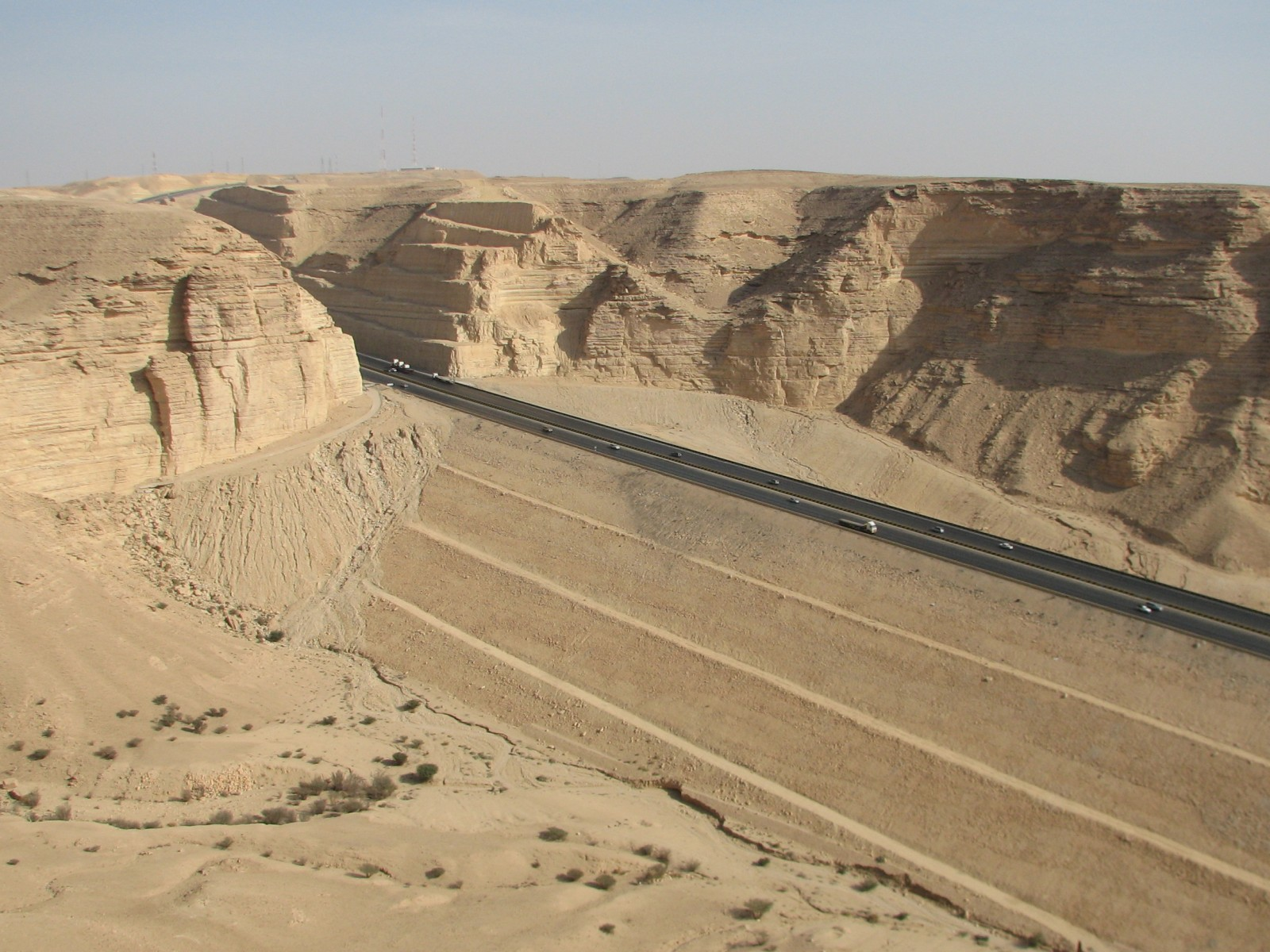
Шосе від Ер-Ріяда до Мекки
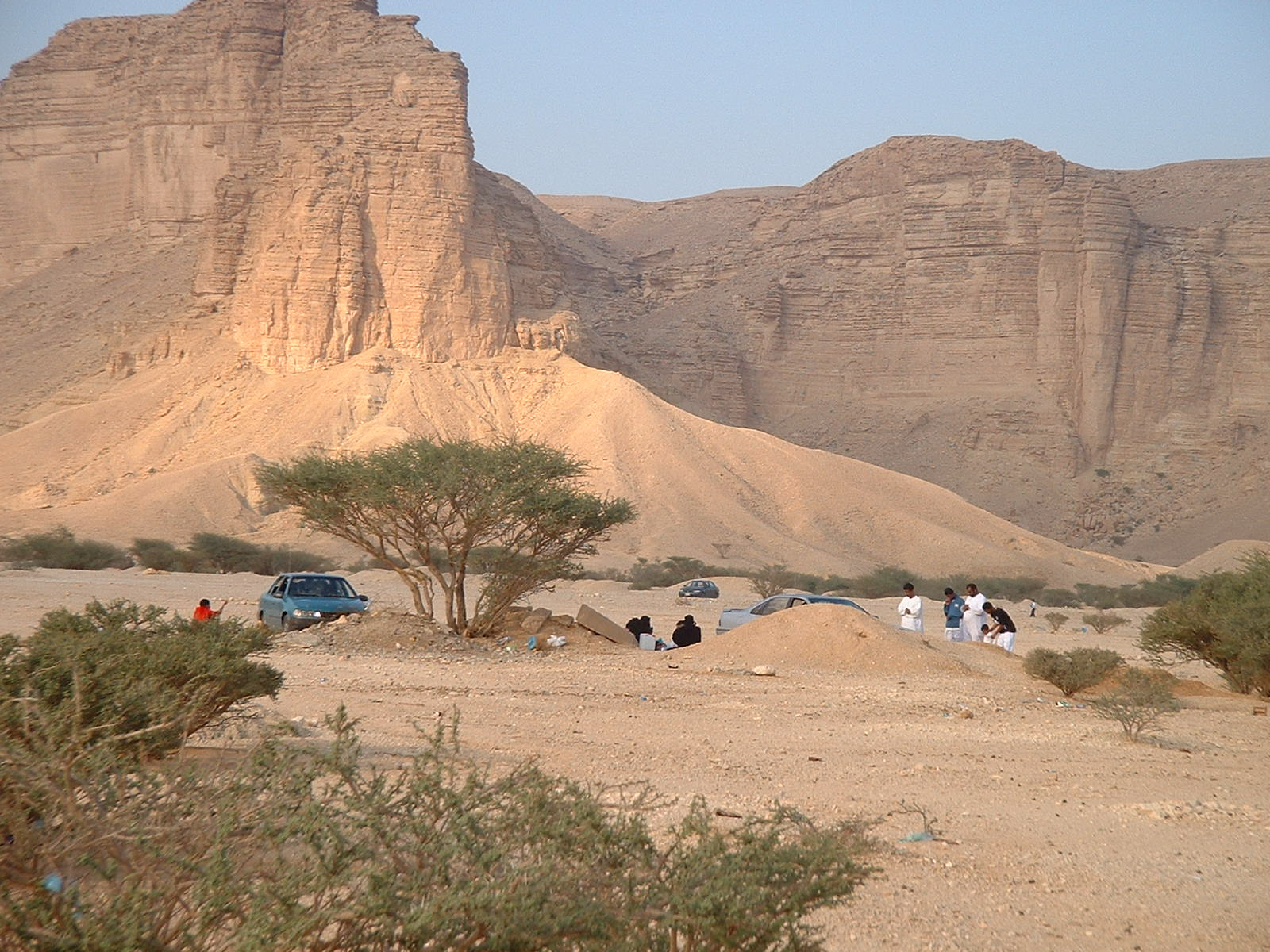
Люди біля основи урвища
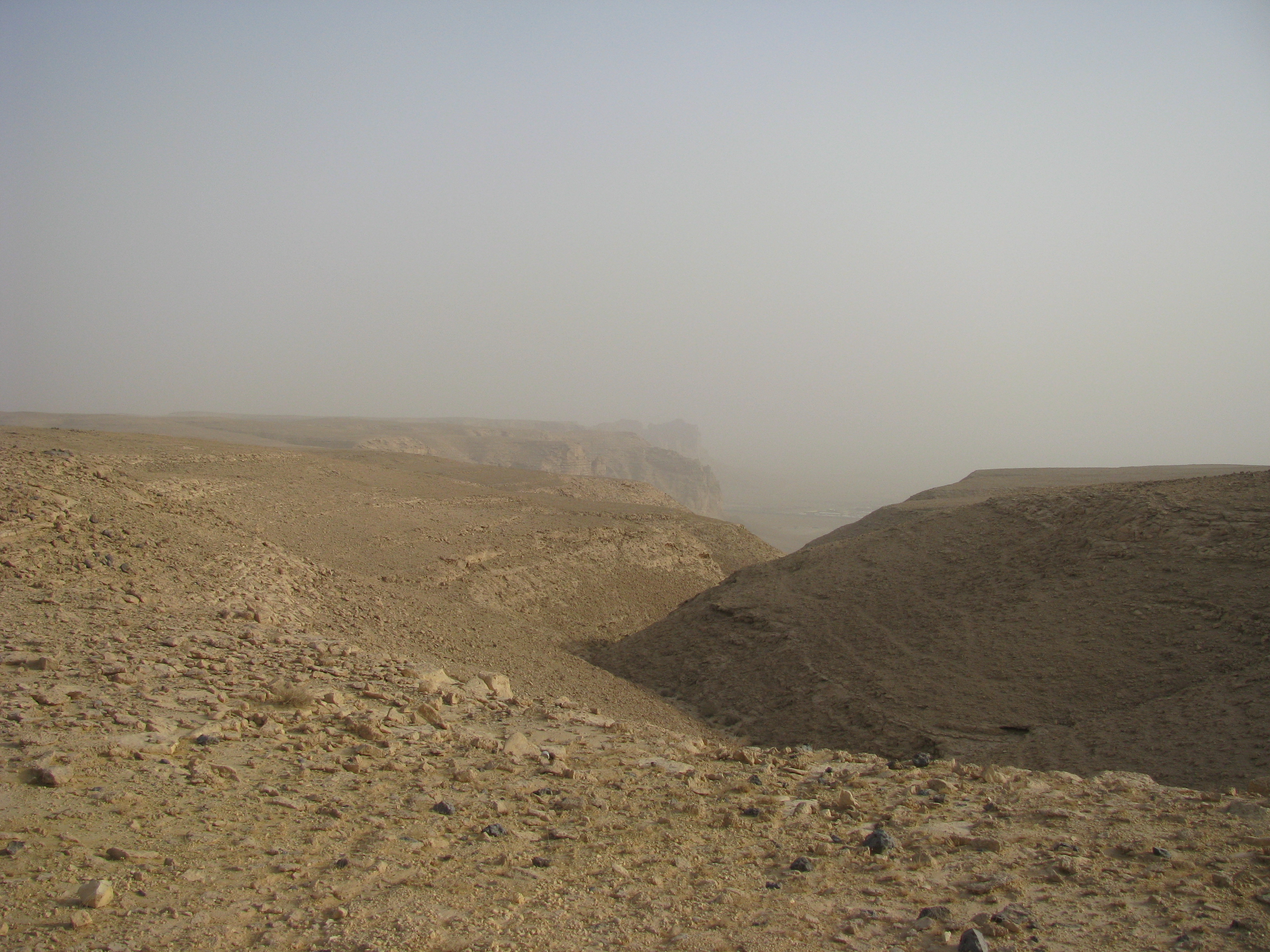
Краєвид з краю укосу на захід від Ер-Ріяда